# Willie Toweel
Willie Michael Toweel (Benoni, 1934. április 6. – 2017. december 25.) olimpiai bronzérmes dél-afrikai ökölvívó.

## Pályafutása
Az 1952-es helsinki olimpián légsúlyban bronzérmet szerzett. 1953 és 1960 között profi ökölvívó volt. 46 győzelmet ért el, amiből 23 alkalommal kiütéssel győzött. Két döntetlen és hat vereség volt még a további mérlege.

## Sikerei, díjai
- Olimpiai játékok
  - bronzérmes: 1952, Helsinki